# Roussel Phrangopolos
Roussel Phrangopolos oder Ursel von Bailleul (de Ballione) († 1078) war ein normannischer Söldner (misthophoros) im byzantinischen Heer, der zwischen 1070 und 1075 versuchte, ein eigenes Herrschaftsgebiet in Anatolien einzurichten. Seine genaue Herkunft ist unklar, Anna Komnena bezeichnet ihn als Kelten (1, i), also gallischen Franken.

## Leben
Wann er genau am byzantinischen Hof eintraf, ist unklar. Er hatte im Dienst von Roger von Kalabrien gestanden und war dann Mitglied der hetaireia des Magisters Robert Crispin. Ihm wurde um 1070 im Armeniakon ein befestigtes Gut zugewiesen (Attaleiates, Historia 199), vielleicht ein kaiserliches Gestüt (Shepard 1993, 288), hatte er doch über den Winter die Pferde seiner Gefolgschaft zu versorgen. 1071 war er als Anführer der fränkischen schweren Reiterei Teil des Heeres, das Romanos IV. Diogenes für die Rückeroberung Armeniens zusammengezogen hatte. Als es am 19. August von den Türken unter Alp Arslan unerwartet angegriffen wurde, beteiligten sich die Normannen nicht an der nun folgenden Schlacht bei Manzikert. Andronikos Dukas zog sich mit den Reservetruppen ebenfalls zurück und überließ den Kaiser seinem Schicksal, der in türkische Gefangenschaft geriet.
Danach versuchte Roussel, in Kleinasien, vor allem in Lykaonien und Galatien, ein eigenes Herrschaftsgebiet einzurichten; unter seinen Anhängern befanden sich sowohl andere Normannen als auch andere Fremde. Wie die folgenden Ereignisse zeigten, muss er auch unter der Provinzbevölkerung Anhänger gehabt haben. Roussels Siegel trug die Inschrift „Roussel Phrangopolos“ (Sohn des Franken) und seinen Titel als kaiserlicher vestēs, ein Titel, den vorher ein anderer Normanne, Hervé Phrangopoulos, getragen hatte. Auf dem Revers war Maria als Mutter Gottes abgebildet, zu dieser Zeit ein rein byzantinisches Motiv. Bartikian erwog, kurzfristig unter Philaretos Brachamios gegen die Pahlawani zu kämpfen, dies beruht jedoch auf einer umstrittenen Lesung des armenischen Namens Rmbaghat und erscheint unwahrscheinlich.
Ab 1073 begann die verstärkte türkische Invasion Kleinasiens. Michael VII., der gegen ein Lösegeld und die Räumung Armeniens freigelassen worden war, sah sich gezwungen, wieder auf die Dienste des verräterischen Normannen zurückzugreifen. Unter dem Kommando von  Isaak Komnenos zogen sie gegen die Türken, in der Truppe befand sich auch Alexios Komnenos, der Bruder von Isaak. Roussell überfiel jedoch zusammen mit den Türken die Byzantiner, Isaak geriet in türkische Gefangenschaft.
Michael schickte ein weiteres Heer unter dem Kommando seines Onkels Johannes Dukas gegen ihn aus. Dieser wurde jedoch bei Amorion unweit von Sivrihisar geschlagen und Dukas geriet in normannische Gefangenschaft. Roussel proklamierte seinen Gefangenen zum Kaiser und marschierte auf die Hauptstadt. 1074 stand er mit seinen Truppen, darunter 3000 Franken, kurz vor Konstantinopel und brannte den Vorort Chrysopolis (Üsküdar) nieder (Attaleiates, Historia 188). Michael versprach daraufhin Suleiman, einem Emir von Malik Schah I., die von Roussel eroberten anatolischen Provinzen im Austausch für die Niederwerfung des Aufrührers. Auf Grund der seldschukischen Angriffe musste sich der Franke nun wieder nach Osten zurückziehen. Suleiman schlug ihn in Kappadokien am Berg Sophon. Roussel zog sich mit dem Rest seines Heeres in das Armeniakon, in das Gebiet um Amasya zurück. Der Historiker Michael Attaleiates, ein Parteigänger von Nikephoros Botaneiates, der um 1080 schrieb, ist der Ansicht, der Kaiser hätte ihn dort belassen sollen, bekämpfte er doch erfolgreich die Türken. Ihm wurde jedenfalls der Titel eines Kuropalates angeboten, den er jedoch ablehnte. Er verbündete sich stattdessen mit dem Seldschuken Tutusch, einem anderen Emir Malik Schahs, der von seiner Basis im östlichen Anatolien aus die verbliebenen byzantinischen Provinzen ausplünderte.
Alexios Komnenos, der nun als General seines Bruders Isaak Komnenos diente, konnte 1076 den Seldschuken mit beträchtlichen Geldspenden dazu bringen, Roussel zu verraten, nachdem er als Garantie für die pünktliche Bezahlung Geiseln gestellt hatte. Tutusch nahm Roussel tatsächlich gefangen und schickte ihn nach Amasya. Das versprochene Geld aus Konstantinopel kam jedoch nur sehr allmählich an, und Alexios konnte seine Verpflichtungen nicht einlösen. Tutusch verlangte drängend sein Geld oder die Rückgabe des Gefangenen. Alexios appellierte an die Bürger von Amasya, ihm das Geld vorzuschießen, wobei er sie an die Plünderungen des Roussel in Anatolien und die „grausame Verfolgung zahlreicher Bürger“ erinnerte. Die Einwohner zischten ihn jedoch öffentlich aus. Einige feuerten den Mob an, sich an dem gefangenen Normannen zu vergreifen, während andere (der „Abschaum“, in Annas aristokratischem Urteil) dafür waren, ihn zu befreien. Alexios musste erkennen, dass er sich in einer durchaus peinlichen Lage befand. Als er mit Mühe die Ruhe wiederhergestellt hatte, hielt er eine packende Rede, in der er die Fürsprecher Roussels anklagte, das Geld des Kaisers einzustecken und Roussel nur zu unterstützen, um ihren eigenen Besitz zu sichern. In kaum verhüllten Worten drohte der Bruder des Kaisers den Bürgern mit „Massaker, Blendung und Verstümmlung“ (I, ii). Daraufhin löste sich die Menge zögernd auf.
Alexios befürchtete allerdings für die Nacht einen Versuch, Roussel zu befreien. Daher gab er die Anweisung, Roussel öffentlich mit einem heißen Eisen zu blenden. Die Blendung war jedoch nur vorgetäuscht. Wie er den Gefangenen dazu brachte, dabei mitzuspielen, zu „heulen und zu schreien“, ist unklar, vermutlich mit der Drohung einer echten Blendung. Jedenfalls brachten die Bürger und die in Amasya ansässigen Fremden danach die den Seldschuken geschuldete Geldsumme auf, „emsig wie Bienen“ (I, iii). Alexios sperrte den Normannen in einen Käfig, immer noch mit einer Binde über den Augen, während er die restlichen aufrührerischen Provinzen unterwarf. Nach einer kurzen Rast in seinem Familiensitz Kastamouni brachte er ihn an den kaiserlichen Hof. Sein eigener Neffe Dokeianus warf ihm Grausamkeit vor, als er den blinden Franken sah. Nun erst gab Alexios die Täuschung auf, und alle lobten seine Großmut.
In Konstantinopel wurde Roussel angeblich gefoltert und in den Kerker geworfen, bald jedoch wieder freigelassen, um unter dem Kommando von Alexios gegen die aufständischen Generäle Nikephoros Bryennios und Nikephoros Botaneiates zu kämpfen. Dass Bryennios mit Süleyman verbündet war, der ihn den Romäern ausgeliefert hatte, machte dies sicher noch anziehender. Insgesamt scheint es, als habe Roussel auch am Kaiserhof eine beträchtliche Machtbasis besessen. Angeblich wurde er 1078 von Nikephoritzes vergiftet, den er auf der Flucht vor Botaneiates in Herakleia hatte festnehmen lassen.

## Urteil
Anna Komnena beschreibt ihn, mit einer gewissen Bewunderung, als extrem ambitioniert (1, i). Attaleiates lobt wiederholt seine kriegerischen Tugenden. Auf ihn und Hervé dürfte, wie später auf Bohemund von Tarent, der Ruf der Franken als treulos und verräterisch zurückgehen.

## Literarische Umsetzung
Das Leben des Roussel war unter dem Titel The Lady for ransom 1954 Sujet eines Romans von Alfred Duggan.